# Malpelo
Malpelo (Spaans: Isla de Malpelo) is een klein onbewoond en grotendeels onbegroeid eiland in de Grote Oceaan ongeveer 500 kilometer ten westen van Buenaventura, Colombia. Het eilandje, behorend tot het departement Valle del Cauca, meet maximaal 1643 bij 720 meter. Het hoogste punt van het 1,2 km² kleine eilandje is met 300 meter de Cerro de la Mona ("blondjesheuvel").

## Geologie
Malpelo is gevormd uit Miocene kussenlavas, vulkanische breccies en basaltische dikes, gedateerd op 16 tot 17 Ma. Het eiland en de onderliggende Malpelorug zijn samen met de Carnegierug in het Laat-Mioceen ontstaan uit een zeer complexe interactie tussen het Cocos-Nazcaspreidingscentrum en de Galápagoshotspot.

## Biologie
Buiten algengroei, varentjes en mossen die op de guano van Malpelo groeien, is het eiland volledig onbegroeid. Het eiland zelf herbergt een bescheiden fauna van landkrabben (Gecarcinus malpilensis), Malpelohagedis (Anolis agassizi), hazelworm (Diploglossus millepunctatus) en de gekko (Phyllodactylus transversalis). De zee rondom Malpelo bevat juist veel onderwaterfauna. Het eiland, gelegen aan de Noord-equatoriale stroom herbergt een unieke haaienpopulatie; scholen van 500 hamerhaaien en honderden zijdehaaien worden regelmatig waargenomen tijdens SCUBA-expedities. Malpelo is een van de weinige plekken waar de kleintandzandtijgerhaai levend is waargenomen. Op de duikplek El bajo del Monstruo komt deze haai tevoorschijn. Rondom het eiland bevindt zich het grootste gebied met een visverbod van de oostelijke Grote Oceaan.

### Landdieren
- Anolis agassizi - endemisch
- Diploglossus millepunctatus - endemisch
- Gecarcinus malpilensis - endemisch
- Phyllodactylus transversalis - endemisch

### Onderwaterfauna
- Hamerhaai
- Walvishaai
- Zijdehaai
- Kleintandzandtijgerhaai
- Grouper
- Tonijn
- Vleermuisvis - Ogcocephalus porrectus
- Murene - Gymnothorax dovii
- Mantarog - Manta birostris
- Johngarthia malpilensis - endemisch
- Acanthemblemaria stephensi - endemisch
- Asthenomacrurus fragilis
- Axoclinus rubinoffi  - endemisch
- Chriolepis lepidota  - endemisch
- Halichoeres malpelo  - endemisch
- Lepidonectes bimaculatus - endemisch

## Duiken
Vanwege de status van Malpelo en het heersende visverbod is Malpelo een uitgelezen plek om te duiken met haaien.

## UNESCO Werelderfgoedlijst
Sinds de dertigste sessie van de UNESCO Werelderfgoedlijst-verkiezingen op 12 juli 2006, is Malpelo een bijzonder reservaat. Bij deze sessie werd rondom het eiland in een straal van bijna tien kilometer een nationaal park ingesteld.